# مديحة العجروش
مديحة العجروش هي ناشطة حقوقية سعودية ومصورة وخبيرة في علم النفس. اعتُقلت من قبل السلطات السعودية في أيار/مايو 2018 جنبا إلى جنب مع خمسة آخرين.

## النشاط في مجال حقوق المرأة
شاركت العجروش في عام 1990 في أول الاحتجاجات ضد الحظر المفروض على قيادة النساء للسيارات في السعودية. ونتيجة لذلك؛ تمّ اعتقالها كما فقدت وظيفتها وجواز السفر. خلالَ حرب الخليج الأولى التي دارت رحاها في الكويت المجاورة للسعودية وبعد رؤية العجروش للجنديات الإناث الأمريكيات المتمركزات في المملكة العربية السعودية؛ حاول إعطاء زخم لباقي سيدات المملكة وطالبت بسنّ قانون في هذا الإطار. نتيجة لهذه الدعوات أيضا وبالإضافة إلى العقوبات التي فرضتها عليها السعودية؛ قامت السلطات هناك بحرق كل الصور الفوتوغرافية التي التقطتها الجعروش لمدة 15 سنة.
خلال حوار صُحفي لها عام 2013 مع جريدة الديلي تلجراف؛ ذكرت الجعروش: «في عام 1990 كنت مرعوبة,! لم يكن هناك أي وسائل للتواصل الاجتماعية لتسليط الضوء على ما نقوم به وتوفير حماية لنا.»
تم احتجاز الجعروش في الفترة ما بين 15 حتى 18 مايو من عام 2018 جنبا إلى جنب مع لجين الهذلول، إيمان آل نفجان، عزيزة اليوسف، عائشة المانع واثنين من الرجال المشاركين في حملات حقوق المرأة. خلّف هذا الاعتقال جدلا كبيرًا حينها حيث أكّدت رايتس ووتش على أنّ الغرض من الاعتقال مخيف فعلا ثم قالت: «أي شخص يُعبر عن شكوكه فيما يخص الإصلاحات التي يقوم بها ولي العهد سيواجه الاعتقال!.» اتهمت السلطات السعودية الناشطات بما في ذلك الجعروش «بالتواصل مع أطراف أجنبية» وتوفير الدعم المالي «لعناصر معادية في الخارج» ثم تجنيد العاملين في الحكومة. جاء الاعتقالات قبلَ ستة أسابيع فقط من رفع المملكة العربية السعودية الحظر على قيادة النساء للسيارات. تمّ الإفراج عن مديحة وعائشة بعد بضعة أيام، في حين لا زالت الأخريات قيد الاعتقال.